# Cynodontium fallax
Cynodontium fallax là một loài Rêu trong họ Dicranaceae. Loài này được Limpr. mô tả khoa học đầu tiên năm 1886.